# Гюльзадян, Врам Хоренович
Врам Хоренович Гюльзадян (арм. Վռամ Գյուլզադյան, 10 ноября 1957, село Вардаблур, Степанаванский район, Армянская ССР, СССР) — армянский политический и государственный деятель.
- 1986 — окончил Армянский сельскохозяйственный институт. Агроном.
- 1976—1978 — служил в советской армии.
- 1980—1981 — работал звеньевым в Вардаблурском совхозе.
- 1981—1991 — агрономом, директором, главным агрономом на сортоселекционной станции, председатель колхоза.
- 1994—1996 — был председателем Вардаблурского сельсовета, а в 1996—1999 — сельский староста.
- 1999—2003 — был депутатом парламента. Член постоянной комиссии по социальным вопросам, по вопросам здравоохранения и охраны природы.
- 2003—2007 — вновь был избран депутатом. Член постоянной комиссии по социальным вопросам, по вопросам здравоохранения и охраны природы. Член партии «Оринац Еркир».